# Poison Pen
Poison Pen är ett album släppt av Chino XL 2006.

## Låtförteckning
1. Intro
2. Poison Pen
3. Even If It Kills Me
4. Messiah
5. Wordsmith Intro
6. Wordsmith
7. Beastin' Feat. Killah Priest
8. Skin
9. Don't Fail Me Now Feat. Beatnuts
10. Our Time Feat. Proof
11. B-Boy Intro
12. B-Boy, Gangsta
13. Talk To You
14. What You Lookin' At
15. Interlude
16. Can't Change Me
17. All I Wanna Do...(Bout Nuthin')